# Gura Ocniței
Gura Ocniței ist eine Gemeinde im Kreis Dâmbovița in der Großen Walachei in Rumänien.
Bekannt wurde die Ortschaft durch eine Investition des weltgrößten Ziegelherstellers Wienerberger, der hier im Herbst 2003 ein für 18 Millionen Euro neu gebautes Hintermauerziegelwerk  für 90 Mio. Ziegeleinheiten im Normalformat (NF) – bzw. bei 21 statt 14 Schichten – bis zu 140 Mio. NF pro Jahr in Betrieb genommen hat. Derzeit arbeiten dort 60 Beschäftigte (Stand 2004).